# Политическа система
Политическа система в политологията е типът политическа организация, който може да бъде установен, спазван или се декларира по някакъв начин от една държава.
Тя определя процеса за вземане на официални решения от правителството. Обичайно се състои от съдебна система, икономическа система, социална система и културна система, както и от други специфични държавни системи. Това обаче е опростено описание на много сложна система от въпроси, която включва кои има власт и какво е влиянието на правителството върху хората и икономиката.
Основните типове политически системи са демокрации, тоталитарни режими и, намиращ се между двата,
авторитарни режими. Съвременната класификация включва също монархиите като отделен тип или като хибридна система от основните три.
В повечето случаи преходите от един тип политическа система към друг са трудни, но в някои случаи те могат да се осъществяват и плавно.